# Antonio Solario

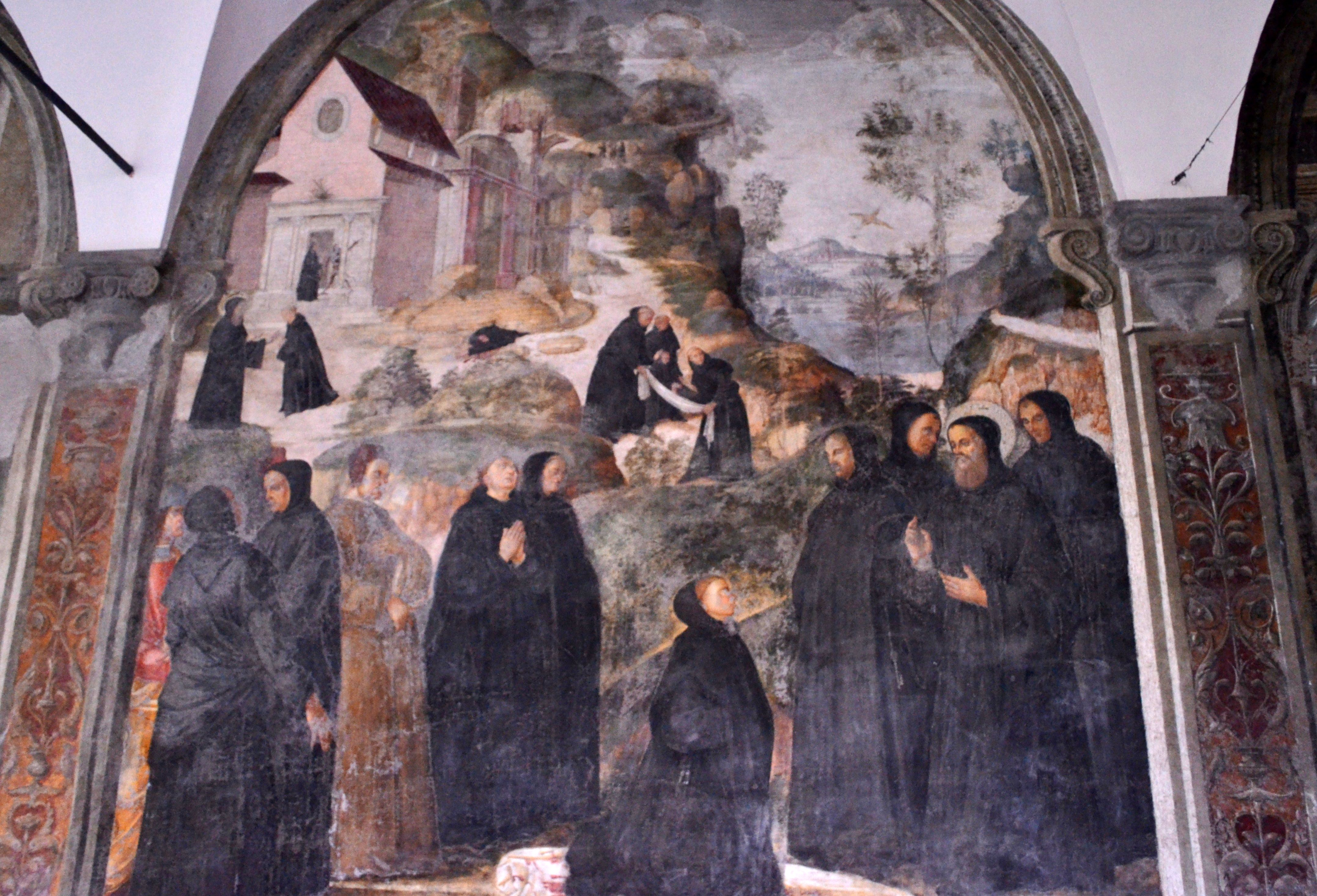
Scen ur Den helige Benedikts liv, framställt av Antonio Solario.

Antonio Solario, kallad lo Zingaro, född omkring 1480, död efter 1510, var en venetiansk målare.
Solario tillhörde Giovanni Bellinis skola. Han sägs ha övergivit Venedig och slagit sig ned i Neapel. Många av de målningar där, som tidigare tillskrivits honom, tillerkänns numera andra målare av florentinsk eller umbrisk skola. Solarios verksamhet är höljd i dunkel, och några forskare har ansett honom vara en mytisk personlighet.

## Fotnoter
1. ↑  Gemeinsame Normdatei, läst: 13 mars 2015.[källa från Wikidata]
2. ↑  Kunstindeks Danmark, Kunstindeks Danmark-ID: 1830, läst: 12 februari 2023.[källa från Wikidata]